# 船尾拟八哥
船尾拟八哥（学名：Quiscalus major）为擬黃鸝科拟八哥属下的一个鸟种, 分布于美国东南部
。